# Urotrygon chilensis
Urotrygon chilensis är en rockeart som först beskrevs av Günther 1872.  Urotrygon chilensis ingår i släktet Urotrygon och familjen Urotrygonidae. IUCN kategoriserar arten globalt som otillräckligt studerad. Inga underarter finns listade i Catalogue of Life.